# 大英雄·小男人
《大英雄·小男人》（英語：Petaling Street Warriors）是一部2011年马来西亚喜剧动作片。